# Chlorospingus tacarcunae
Chlorospingus tacarcunae là một loài chim trong họ Emberizidae.